# Michel de Ghelderode
Michel de Ghelderode (pseudonimo di Adhémar-Adolphe-Louis Martin Michel) (Ixelles, 3 aprile 1898 – Schaerbeek, 1º aprile 1962) è stato un drammaturgo e scrittore belga di espressione francese.

## Biografia
Nato in una famiglia fiamminga di Bruxelles conduce i suoi studi in francese. A causa di una grave malattia interrompe gli studi all'età di sedici anni. L'anno seguente si iscrive al conservatorio, che abbandona dopo due anni. Da allora curerà da solo la sua formazione culturale. Nel 1917 trova un impiego da precettore presso una famiglia. Contemporaneamente inizia a frequentare l'ambiente artistico di Bruxelles, stringendo amicizie importanti, con poeti, letterati, artisti e scrivendo articoli per giornali e riviste.  A diciannove anni scrive la prima opera teatrale, il dramma La mort regarde à la fenêtre, rappresentato con successo il 29 aprile 1918. L'anno seguente ottiene successo la sua seconda opera teatrale, Le Repas des fauves, della quale non ci è pervenuto il testo; dall'autore sappiamo che era un'opera contro la guerra, dove manifesta già le sue idee anarchiche e antimilitariste. Nel 1929 abbandona il proprio cognome di nascita per diventare legalmente de Ghelderode, grazie a un decreto reale che gli consente di adottare come cognome lo pseudonimo col quale aveva firmato le prime opere. Nel 1921 termina il servizio militare e dopo aver svolto vari lavori entra nell'amministrazione comunale di Schaerbeek. Vi rimane fino al gennaio del 1945, quando con procedimento disciplinare viene sospeso dalle sue funzioni a causa della sua condotta durante l'occupazione tedesca: è infatti accusato dal Consiglio comunale di aver servito la propaganda nazista lavorando per Radio Bruxelles, l'emittente collaborazionista. In forza di un decreto reale del febbraio 1946 se la caverà con tre mesi di sospensione senza stipendio, ma non riprenderà il suo posto nell'amministrazione dalla quale verrà pensionato per malattia. Si sposa con rito civile nel 1924 con Jeanne-Françoise Gérard.
Si dedica senza interruzioni all'attività letteraria: pubblica testi teatrali, poesie, racconti e collabora regolarmente con riviste letterarie. Ormai è riconosciuto come scrittore negli ambienti letterari. Nel 1926 inizia a collaborare con una compagnia teatrale, il Vlaamsche Volkstoonel (teatro popolare fiammingo), per la quale scrive varie opere, fino al 1932.
Noto in patria, la sua fama rimane confinata al Belgio, fino al 1947, anno in cui il pubblico parigino scopre il suo teatro grazie a una giovane compagnia, " Le Myrmidon". Per alcuni anni il suo teatro ottiene un grande successo a Parigi, dove l'autore è considerato la rivelazione teatrale di quegli anni, e ottiene una fama internazionale. La sua salute cagionevole non gli consente di seguire da vicino il suo successo. Sofferente fin da giovane di una grave forma di asma, la malattia lo costringe spesso a mesi di inattività e si aggraverà man mano.
Scrittore prolifico, ha scritto sessanta copioni teatrali, un centinaio di racconti e una serie di articoli su arte e folklore. Le sue opere sono ambientate in un'atmosfera ora misteriosa e inquietante ora comica e farsesca.
Tra le sue influenze troviamo il folclore del suo paese, il teatro dei burattini, la commedia dell'arte, il teatro popolare, l'arte fiamminga antica e contemporanea (è amico del pittore belga del grottesco James Ensor).  Le sue opere hanno a che fare con gli estremi dell'esperienza umana, dalla morte e degradazione all'estasi mistica.
Il suo copione del 1934 La Balade du grand macabre ispirò l'opera di György Ligeti Le Grand Macabre.
Il teatro di Ghelderode trova radici nel teatro pre-rinascimentale e rinascimentale e rompe decisamente con la tradizione classica e con il teatro contemporaneo francese.
Autore barocco, sensibile alle influenze della cultura fiamminga, elabora un personalissimo linguaggio teatrale, prendendo spunto da molteplici linguaggi artistici: dalle farse popolari, dalle pantomime comiche, dal teatro di marionette, dal teatro di maschere, dal circo, dal cinema muto. Ha sviluppato l'idea, teorizzata dal drammaturgo Antonin Artaud nel suo Il teatro e il suo doppio, di un teatro della crudeltà: questo tema è al centro della sua drammaturgia e costituisce l'oggetto di un suo atto unico, La scuola dei buffoni scritto nel 1942 e utilizzato in molte delle sue opere come  Escurial, Barabbas, La farsa dello scuro, Hop Signori e La ballata del Grand Macabre.
Ebbe una parte notevole nel rinnovamento teatrale del dopoguerra, alimentando le sperimentazioni dell'avanguardia e anticipando il teatro di Ionesco e Beckett.
Massone, fu membro del Grande Oriente del Belgio.
Deceduto nel 1962, è sepolto nel Cimitero di Laeken a Bruxelles.
Nel 2011 è stato ultimato il documentario Michel de Ghelderode di Luc de Heusch e Jean Raine.

## Opere

### Teatro
In ordine secondo i 6 voll. di Théâtre, Gallimard, 1950-1982:
- Hope Signor!, 1936
- Escurial, 1927
- Sire Halewyn, 1934
- Magie Rouge, 1931
- Mademoiselle Jaire, 1935
- Fastes d'Enfer, 1937
- Le Cavalier Bizarre, 1924
- La Balade du grand Macabre, 1934
- Trois acteurs, un drame..., 1928
- Christophe Colomb, 1927
- Les Femmes au Tombeau, 1933
- La Farce des Ténébreux, 1936
- Le Pie sur le gibet, 1937
- Pantagleize, 1929
- D'un diable qui prêcha merveilles, 1936
- Sortie de l'acteur, 1935
- L'école des bouffons, 1942
- Un soir de pitié, 1928
- Don Juan ou les Amants chimériques, 1928
- Le club des Menteurs, 1931
- Les vieillards, 1923
- Marie la misérable, 1952
- Masques Ostendais, 1934
- Le soleil se couche..., 1943
- Les Aveugles, 1933
- Barabbas, 1928
- Le ménage de Caroline, 1930
- La mort du docteur Faust, 1925
- Adrian et Jusemina, 1934
- Piet bouteille, 1920
- Le sommeil de la raison, 1930
- Le perroquet de Charles Quint, 1934
- Le singulier trépas de messire Ulenspiegel, 1935
- La folie d'Hugo Van der Goes, 1935
- La grande tentation de saint Antoine, 1932
- Noyade des songes, 1928

### Racconti
- L'Histoire comique de Keiser Karel, 1918
- La Halte catholique (raccolta), 1922
- L'Homme sous l'uniforme (raccolta), 1923
- Pantagleize qui trouvait la vie belle, 1925
- Sortilèges (raccolta), 1941
- Voyage autour de ma Flandre, 1947

### Altro
- La Corne d'abondance (poesie), 1924
- L'Homme à la moustache d'or (romanzo), 1931
- Mes Statues, 1943
- La Flandre est un songe, 1953
- Les Entretiens d'Ostende (interviste), 1956
- Autour d'une amitié littéraire : correspondance 1932-1934 (con Henri Vandeputte), 1984
- Choses et Gens de chez nous, 1998
- Correspondance de Michel de Ghelderode, a cura di Roland Beyen, 8 vol. in 9 tomi, Bruxelles: Labor, 1991-2008

## Traduzioni italiane
- Escuriale e La scuola dei buffoni, trad. di Flaviarosa Rossini e Gianni Nicoletti, Einaudi (coll. Collezione di teatro n. 13), Torino 1963 ISBN 8806006703
- Magia rossa e La ballata del gran macabro,   trad. di Flaviarosa Rossini e Gianni Nicoletti, Einaudi (coll. Collezione di teatro n. 65), Torino 1965
- Teatro, a cura di Flaviarosa Rossini e Gianni Nicoletti (contiene: Il cavalier bizzarro - Escuriale - Cristoforo Colombo - Le donne al sepolcro - Pantagleize - Uscita di scena - Magia rossa - I ciechi - Sire Halewyn - La farsa dei tenebrosi - Maria la miserabile), Einaudi (coll. Supercoralli), Torino 1972
- Sortilegi. Racconti, a cura di Manuela Raccanello, Rimini: Panozzo, 2001 ISBN 8886397720
- L'innamorata e La brava ragazza, a cura di Antonio Castronuovo, Pistoia: Via del vento, 2011 ISBN 9788862260480
- Pièces. La figlia di Giairo, Il sonno della ragione, Il sole tramonta…, Introd. Anna Paola Soncini Fratta, Postfaz. Riccardo Benedettini, Prima traduz. it. Federica Cremaschi, Lamantica Edizioni, Brescia 2021, pp. 268. ISBN 9788894530094